# Jungermannia conferta
Jungermannia conferta là một loài Rêu trong họ Jungermanniaceae. Loài này được C. F. W. Meissn. ex Spreng. mô tả khoa học đầu tiên năm 1827.